# Sanginjärvi
Sanginjärvi är en sjö i Finland. Den ligger i kommunen Utajärvi i landskapet Norra Österbotten, i den centrala delen av landet, 500 km norr om huvudstaden Helsingfors. Sanginjärvi ligger 101,9 meter över havet. Arean är 4,82 kvadratkilometer och strandlinjen är 16,51 kilometer lång. Sjön  ingår i Uleälvens huvudavrinningsområde.   
I övrigt finns följande i Sanginjärvi:
- Tiironsaari (en ö)
- Sairastensaari (en ö)

I övrigt finns följande vid Sanginjärvi:
- Valkeajärvi (en sjö)